# Tháp Trầm Hương
Tháp Trầm Hương là một công trình kiến trúc biểu tượng của Nha Trang, Khánh Hòa. Tòa tháp nằm tại quảng trường Hai tháng Tư dọc theo đường Trần Phú và gần Trung tâm Văn hóa Khánh Hòa. Tháp Trầm Hương là nơi trưng bày hình ảnh và sản vật địa phương và quảng bá du lịch cho Nha Trang.

## Lịch sử
Tháp Trầm Hương là một công trình nghệ thuật có tên là "Hoa biển" do UBND Khánh Hòa để làm điểm nhấn kiến trúc cho Nha Trang. Để xây dựng công trình, tỉnh Khánh Hòa đã đầu tư vốn nhà nước để di dời đài tưởng niệm anh hùng và xây dựng công trình. Tuy nhiên, nó lại không được hoàn thành vì những sai phạm trong quá trình xây dựng gây bức xúc cho người dân. Nhận thấy việc công trình xây dựng dang dở làm mất mỹ quan đô thị thế nên, UBND Khánh Hòa đã chuyển giao công trình lại cho Công ty Cổ phần Du lịch & Thương mại Vinpearl đầu tư để cải tạo lại Tháp Trầm Hương. Tổng chi phí cho công trình này là 18,7 tỷ đồng với 6 tỷ đồng từ ngân sách của tỉnh mà tỉnh đã đầu tư trước đó. Về mặt kiến trúc, nó được thiết kế bởi kiến trúc sư Lê Thanh Tùng và Công ty TNHH Tư vấn Kiến trúc đẹp - Nha Trang. Ban đầu, Tháp Trầm Hương chỉ có 3 tầng cấu trúc, nhưng sau khi cải tạo, nó đã lên 6 tầng. Sau khi xây dựng xong, Tháp Trầm Hương đã được giao lại cho Công ty Du lịch Khánh Hòa quản lý và nó đã được đưa vào hoạt động vào ngày 22 tháng 12 năm 2008. Bởi công trình đã khá xuống cấp nên vào ngày 13 tháng 10 năm 2021, Tỉnh Khánh Hòa đã có đề xuất phương án cải tạo, sửa chữa cho Tháp Trầm Hương vì hiện tại nó đã xuống cấp khá nhiều. Nếu có cải tạo thì việc sửa chữa, cải tạo sẽ do Công ty Yến sào Khánh Hòa đảm nhận, trong trường hợp khó khăn, có thể đề nghị phối hợp với Công ty Trầm Hương Khánh Hòa thực hiện. Ngoài việc cải tạo, sửa chữa, các đơn vị cũng có ý định để tổ chức kế hoạch dịch vụ thương mại bao gồm bán các sản phẩm đặc trưng, đặc sản của Khánh Hòa tại Tháp Trầm Hương. Họ cũng đã trình lên UBND Khánh Hòa 2 phương án để UBND xem xét. Phương án thứ nhất là vẫn để Tháp Trầm Hương là nơi văn hóa tâm linh mà kết hợp với kinh doanh một cách hợp lý, hai là chỉ để Tháp Trầm Hương là điểm du lịch văn hóa tâm linh.

## Kiến trúc
Tháp Trầm Hương hiện nay được xây dựng theo lối kiến trúc rất độc đáo với 6 tầng bao gồm: tầng hầm, tầng trệt, 4 tầng trưng bày và sân thượng.

### Tầng hầm
Tầng hầm là nơi đặt phòng kỹ thuật, thang máy, điện, máy nước, phục vụ nhu cầu và sự ổn định của tháp.

### Tầng trệt
Tầng trệt của Tháp Trầm Hương có phần trung tâm sân hình ngũ giác giống hình cánh hoa, ngoài ra còn có công viên bao gồm sân vườn, hồ phun nước, vườn hoa, cùng với 5 tượng điêu khắc hình sóng biển được cách điệu. Ngoài ra, tầng trệt của nó có 1 sảnh chính, 4 sảnh phụ và trưng bày các hình ảnh quảng bá du lịch Khánh Hòa.

### 4 tầng ở trên (tầng 1, 2, 3, 4)
Bốn tầng còn lại, là những không gian trưng bày ảnh nghệ thuật về cảnh vật địa phương, con người Khánh Hòa và những tiêu bản sinh vật biển quý hiếm, tổ chim yến, các mô hình khai thác tổ yến và những sản phẩm từ yến sào. Ở đây cũng có trưng bày một số vật như: trầm hương, kỳ nam, các chế phẩm và dụng cụ đốt thưởng thức hương trầm,…

### Phần ngọn
Phần ngọn của tòa tháp là nơi đặt búp tháp tâm linh – một kiến trúc rỗng bên trong với đường kính khoảng 4,5 m và cao tới 9 m. Tháp bút tâm linh vào buổi sáng giống như nén trầm hương đang cháy, còn buổi tối lại giống như một ngọn đuốc hay một ngọn hải đăng trên biển. Phần này vào buổi tối rất nổi bật ở Nha Trang.
Ngoài ra ở bên trong tháp cũng có các quán giải khát và ăn vặt cho các khách du lịch đến tham quan có thể ăn uống, giải khát... Tòa tháp cũng có góc nhìn rất đẹp ra biển và quảng trường Hai tháng Tư.